# カタジナ・スコルパ
カタジナ・スコルパ（Katarzyna Skorupa、1984年9月16日 - ）は、ポーランドの元女子バレーボール選手。ラドム出身。ポジションはセッター。元ポーランド代表。

## 来歴
2005年、ポーランド代表に初選出される。2006年の世界選手権、2008年の北京オリンピック世界最終予選、北京オリンピックに出場した。
2010年のワールドグランプリでは予選ラウンド2位、ファイナルラウンド6位の好成績を残した。2012年、代表チームの主将を務め、ロンドンオリンピック欧州大陸予選、ワールドグランプリに出場した。
2012-13シーズンはアゼルバイジャンリーグのラビタ・バクーに移籍し、欧州チャンピオンズリーグでは正セッターとして準優勝を果たした。

## 球歴
- 世界選手権 - 2006年（15位）
- オリンピック - 2008年（9位）
- ワールドグランプリ - 2006年（12位）、2008年（10位）、2010年（6位）、2012年（8位）

## 所属クラブ
- SKRAワルシャワ（2002-2003年）
- PTPSピワ（2003-2005年）
- BKS Stal Bielsko-Biała（2005-2006年）
- PTPSピワ（2006-2008年）
- BKS Stal Bielsko-Biała（2008-2011年）
- Robur Tiboni Volley Urbino（2011-2012年）
- ラビタ・バクー（2012-2014年）
- カザルマッジョーレ（2014-2015年）
- フェネルバフチェ（2015-2016年）
- イモコ・コネリアーノ（2016-2017年）
- イゴール・ゴルゴンゾーラ・ノヴァーラ（2017-2018年）
- カザルマッジョーレ（2018-2019年）
- ヴェロ・バレー・ミラノ（2019-2020年）
- Radomka Radom（2020-2022年）